# Alsophila jivariensis
Alsophila jivariensis là một loài dương xỉ trong họ Cyatheaceae. Loài này được Hieron. mô tả khoa học đầu tiên năm 1906.